# Agnes de Boer
Agnes de Boer was een typetje gespeeld door Martine Bijl dat voorkwam in haar theatershows en televisieprogramma's in de jaren zeventig en tachtig.
Agnes de Boer was een fictieve roddeljournaliste werkzaam voor "Inkijk", een denkbeeldig roddelblad. Het typetje was vrij gemodelleerd naar Barbara Plugge, destijds een berucht verslaggever bij weekblad Privé.
Ze had bruin haar tot over haar schouders, hazentanden en droeg een grote bril. In de theatershow zat ze op het podium achter een houten tafel met daarop een drietal T65 telefoons, blauw, groen en geel waarmee ze op zoek was naar roddels, ook als die er niet waren om toch het blad te kunnen vullen, waarbij ze tegelijkertijd de roddels met meerdere bronnen doornam.
Daarnaast deed ze ook interviews met bekende Nederlanders zoals onder meer Sonja Barend, Robert Long en Henk van der Molen. Ook deed ze een interview met Martine Bijl zelf en vroeg daarbij om persoonlijke informatie die Martine normaliter nooit gaf bij een interview. De hypocrisie van dergelijke interviews stond perfect model voor het mediagenre dat ze parodieerde.

## Trivia
Het in 1984 geïntroduceerde typetje Wilhelmina Kuttje jr. had uiterlijk veel gelijkenis met het typetje.